# Второй пропущенный звонок
«Второй пропущенный звонок» (яп. 着信アリ2 Chakushin ari 2) — японский фильм ужасов режиссёра Рэнпея Цукамото, сиквел фильма «Один пропущенный звонок». Премьера в Токио состоялась 5 февраля 2005 года, в Южной Корее фильм вышел 29 апреля, в России — 5 мая того же года.

## Сюжет
Действие разворачивается спустя год после событий первой части. Юми Накамура пропадает без вести, а убийства, связанные с загадочными звонками, не прекращаются. Но если раньше у убитых при странных обстоятельствах людей находили во рту красные конфетки, то теперь опознавательным знаком являются частички угля в желудках жертв. Один за другим погибают знакомые работающей в детсаду Киоко после странных звонков. Девушка вместе с парнем Наото и журналисткой Такако принимаются за расследование, и поиски новой подозреваемой приводят их на Тайвань…

## В ролях
| Актёр           | Роль                |
| --------------- | ------------------- |
| Мимура          | Киоко Окудера       |
| Асака Сето      | Такако Нозоэ        |
| Ю Ёсидзава      | Наото Сакураи       |
| Харуко Ванибути | Сати Мизунумо       |
| Рэндзи Исибаси  | следователь Мотомия |
| Тисун           | Мадока Ютияма       |
| Питер Хо        | Чень Ютинь          |
| Нанна Койдзюми  | Ли Ли               |
| Шэдоу Лю        | Мэй Фён             |
| Карэн Осима     | Мимико Мизунума     |

## Продолжение
Третья часть «Последний пропущенный звонок» вышла 22 июня 2006 года. Режиссёром третьего фильма выступил Манабу Асоу.